# Cakaulevu Reef

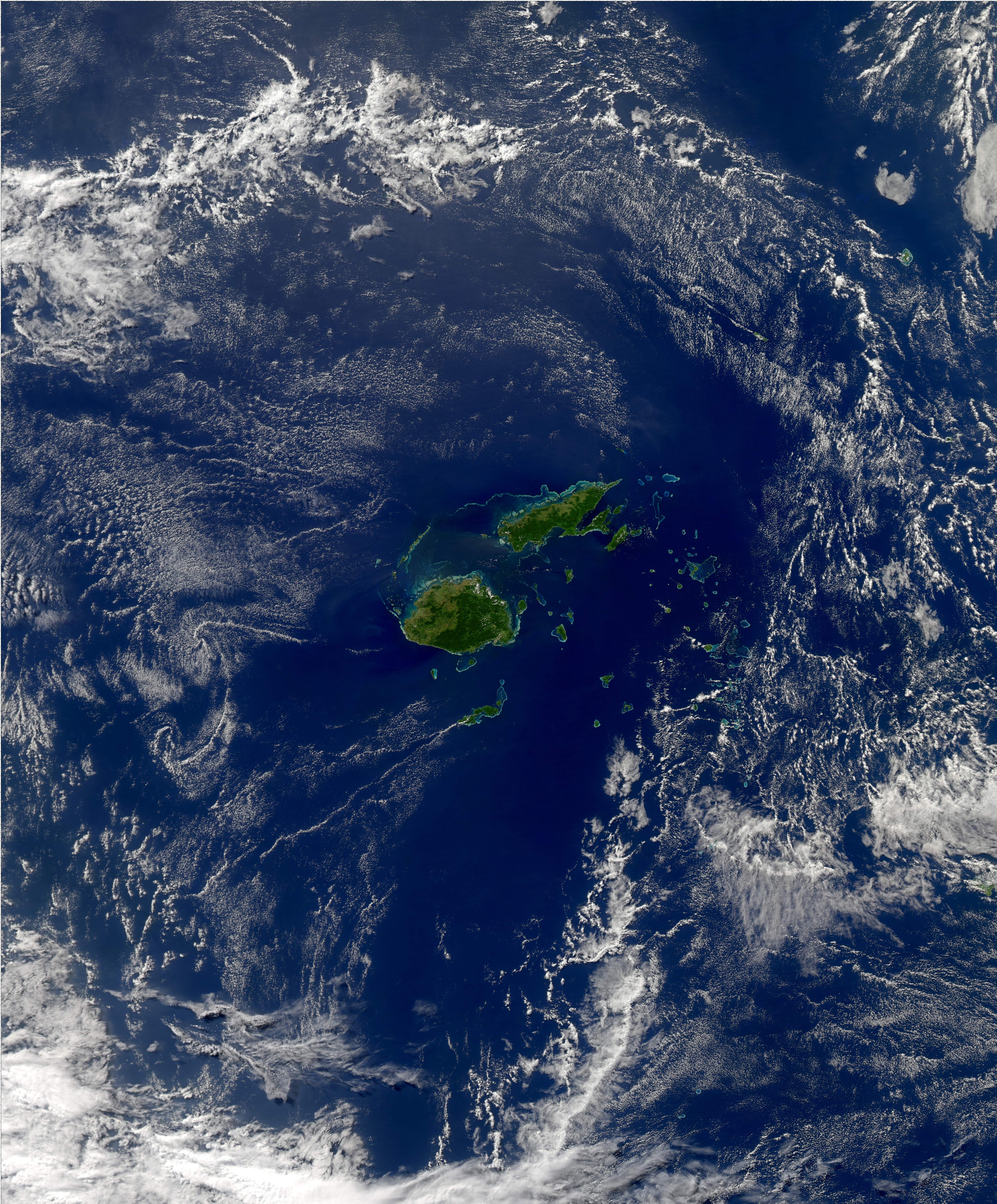
L'isola di Vanua Levu (a sinistra) e la barriera di Cakaulevu Reef che protegge entrambe le isole a nord.

Cakaulevu Reef (anche chiamata Great Sea Reef) è una barriera corallina situata al largo delle isole Figi, nella costa settentrionale di Vanua Levu.
È la terza barriera continua più grande al mondo, dopo la Grande Barriera Corallina in Australia e la Mesoamerica Reef al largo dell'America Centrale. Se unita alla vicina Pascoe Reef, Cakaulevu Reef è lunga circa 200 km. Da sola, Cakaulevu Reef copre un'area di 202,700 chilometri quadrati..

## Vita marina
Il primo censimento sistematico della barriera corallina (nel 2004) ha rivelato una popolazione marittima diversificata, che include particolari ecosistemi di mangrovia e pesci endemici. Dodici specie a rischio vivono nella barriera: 10 specie di pesci, la tartaruga verde e il delfino spinner.
Tradizionalmente, tutta la vita marina ha supportato le popolazioni native, e circa 70,000 persone dipendono dalla barriera. In seguito al declino delle popolazioni di pesci nelle recenti decadi, i leader locali hanno creato una serie di aree marittime protette nel 2005, nelle quali è proibita la pesca. I sistemi tradizionali usati per gestire la barriera per centinaia di anni permettono ai leader di mettere da parte porzioni del qoliqoli, o terreno di pesca tradizionale. Laddove il divieto è stato applicato, le popolazioni di pesci stanno crescendo e si stanno espandendo verso le zone nelle quali la pesca è permessa.